# VI конференция РСДРП
VI (Пражская) Всероссийская конференция РСДРП — состоялась 5—17 (18—30) января 1912 года в Праге. Заседания происходили в Народном доме (Гибернская улица, дом № 7), в помещении редакции чешской социал-демократической газеты «Право лиду» (Právo lidu). Путем закулисных махинаций организаторы под руководством Серго Орджоникидзе обеспечили состав делегатов, выгодный для Ленина (). Возмущенные меньшевики созвали альтернативную конференцию в Вене . Невзирая на это большевики объявили конференцию общепартийной и избрали новый Центральный комитет. Раскольническую деятельность Ленина и его фракции использовало царское охранное отделение (охрана), внедрив в состав нового ЦК своего тайного агента Романа Малиновского ().

## Предпосылки
В январе 1910 года состоялся Парижский пленум ЦК РСДРП. На пленуме Ленин и его сторонники потерпели ряд тяжелых поражений: объединенный Центральный Комитет, большинство в котором составляли большевики, постановил распустить нелегальный Большевистский центр и закрыть ежемесячник «Пролетарий», находившийся под контролем Ленина. Была создана Русская коллегия, которой передавались полномочия руководства от имени ЦК на территории России; группа Ленина потеряла контроль над деньгами, полученными по «наследству Шмита». Таким образом, влияние Ленина в РСДРП было ограничено кругом его последователей из большевистской фракции.
Ленину удалось выйти из организационного тупика путем ряда маневров. 28 мая 1911 года в Париже состоялось совещание ЦК РСДРП. Решения, принятые на совещании, оказались выгодными для Ленина. Было решено создать три новых органа: Заграничную организационную комиссию, Российскую организационную комиссию и Техническую комиссию. Первые две должны были заняться подготовкой партийной конференции. Меньшевики отказались от участия в конференции. Таким образом Ленин получил возможность взять реванш за поражения на Парижском пленуме. В декабре 1911 года под видом совещания представителей всей РСДРП состоялось собрание лидеров большевистской фракции во главе с Лениным. Было решено заменить Заграничную организационную комиссию новой структурой — Комитетом заграничной организации (КЗО), поручив ему подготовку к проведению конференции. На конференции Ленин надеялся избрать новый Центральный Комитет и новый редакционный совет партийной газеты, сделав таким образом РСДРП полностью большевистской.

## Созыв
Для подготовки к созыву конференции в Россию были отправлены агенты во главе с Серго Орджоникидзе. Первое совещание Российской организационной комиссии состоялось в октябре 1911 года.  7 — 30 (14 — 17) декабря 1911 года в Париже состоялось совещание заграничных большевистских групп, с докладом о положении дел в партии выступил Ленин. В резолюции, предложенной Лениным и принятой совещанием, было сказано: «Объединяясь в единую заграничную социал-демократическую организацию, совещание возлагает ответственность за продолжающийся раскол за границей на те группы, которые не желают поддерживать русского центра или продолжают „игру в соглашение“ оторвавшихся от России, поддерживая этим не социал-демократические, оторвавшиеся от русской работы группы».
Выбор места
Местом проведения конференции Ленин и Орджоникидзе избрали не Париж или Вену, где находилась значительная диаспора российских марксистов, а Прагу. Прага была выгодна для Ленина, поскольку здесь не было колонии российских марксистов и, кроме того, в Прагу было неудобно добираться как из России, так и из Франции. Кроме того, можно было надеяться на то, что австрийская полиция не станет преследовать противников царского режима. Ленин и Орджоникидзе рассчитывали, что те делегаты, которые все же доберутся до Праги, будут, за небольшими исключениями, большевиками. Таким образом, организаторы стремились показать, что большевики составляют большинство в партии и, следовательно, могут определять ее политику без оглядки на меньшевиков.

## Делегаты
Приглашения на конференцию рассылались таким образом, чтобы дать неоспоримое преимущество сторонникам Ленина. Из меньшевиков приглашения получили лишь несколько человек, сторонников Плеханова. Большинство меньшевиков приглашений не получили. В знак протеста против такого поведения Ленина Троцкий организовал альтернативную конференцию в Вене (см. раздел «Венская конференция» ). В результате в Пражской конференции приняли участие всего 18 делегатов, 16 из которых представляли большевиков.
В конференции приняли участие 14 делегатов с решающим голосом от организаций Петербурга, Москвы, Центрального промышленного района, Баку, Тифлиса, Киева, Екатеринослава, Николаева, Казани, Саратова, Вильны и Двинска, в том числе 10 рабочих. 12 из них были большевиками, двое — меньшевиками-партийцами (плехановцами). Делегатами с совещательным голосом были четверо большевиков-эмигрантов, но, согласно полицейским данным, Ленину (представлявшему редакцию «Социал-демократа») было всё же предоставлено право решающего голоса.
Некоторые делегаты участвовали в конференции не с самого начала. Так, московский делегат и тайный агент охранки Р. В. Малиновский прибыл, когда она подходила к концу. До этого Малиновский был нефракционным социал-демократом и только в Праге заявил, что стал большевиком. Столь известных, как Малиновский, профсоюзных функционеров в Праге больше не было. Опоздали на конференцию и два большевистских депутата из социал-демократической фракции III Государственной думы Н. Г. Полетаев и В. Е. Шурканов.
| №  | Фамилия (псевдоним), И. O. — «Псевдоним» на конференции | от организации                | право голоса            |
| -- | ------------------------------------------------------- | ----------------------------- | ----------------------- |
| 1  | Воронский Александр Константинович — «Валентин»         | Саратов                       | с решающим голосом      |
| 2  | Голощёкин Филипп Исаевич — «Борис Иванович»             | Москва                        | с решающим голосом      |
| 3  | Гурович Матвей Исаакович — «Матвей»                     | Северо-Западный край / Вильно | с решающим голосом      |
| 4  | Догадов Александр Иванович — «Павел»                    | Казань                        | с решающим голосом      |
| 5  | Залуцкий Пётр Антонович — «Фома»                        | Санкт-Петербург               | с решающим голосом      |
| 6  | Зевин Яков Давидович — «Савва»                          | Екатеринослав                 | с решающим голосом      |
| 7  | Зиновьев Григорий Евсеевич                              | Москва                        | с решающим голосом      |
| 8  | Каменев Лев Борисович                                   | Загран. бюро                  | с совещательным голосом |
| 9  | Ленин (Ульянов) Владимир Ильич                          | Загран. бюро                  | с совещательным голосом |
| 10 | Малиновский Роман Вацлавович — «Константин»             | (Москва) От проф. союзов      | с решающим голосом      |
| 11 | Онуфриев Евгений Петрович — «Степан»                    | Санкт-Петербург               | с решающим голосом      |
| 12 | Орджоникидзе Георгий Константинович — «Серго»           | Тифлис                        | с решающим голосом      |
| 13 | Пятницкий Иосиф Аронович — «Альберт»                    | Загран. бюро                  | с совещательным голосом |
| 14 | Романов Андрей Сергеевич — «Георгий»                    | Центр. пром. район            | с решающим голосом      |
| 15 | Семашко Николай Александрович — «Александров»           | Загран. бюро                  | с совещательным голосом |
| 16 | Серебряков Леонид Петрович — «Ерёма»                    | Николаев                      | с решающим голосом      |
| 17 | Спандарян Сурен Спандарович — «Тимофей»                 | Баку                          | с решающим голосом      |
| 18 | Шварцман Давид Маркович — «Виктор»                      | Киевская                      | с решающим голосом      |

Статус конференции
Все национальные организации и другие партийные группы, а также персонально приглашенные Г. В. Плеханов и М. Горький приглашения на конференцию отклонили на том основании, что её созывают одни сторонники Ленина. Тем не менее конференция объявила себя общепартийной конференцией РСДРП, являющейся верховным органом партии и имеющей значение съезда. Против такого статуса конференции возражал плехановец Я. Д. Зевин, предложивший назвать её «Конференция представителей русских организаций». Конференция отклонила это предложение. Было отклонено и предложение Зевина срочно созвать совещание представителей всех социал-демократических течений, которое приняло бы меры к пополнению состава делегатов, чтобы конференция стала общепартийной.

## Работа
Порядок дня
- Конституирование конференции;
- Доклады (доклады с мест, доклад РОК [Российской организационной комиссии по созыву конференции], ЦО [центрального органа] и т. д.);
- Современный момент и задачи партии;
- Выборы в IV Государственную думу;
- Думская фракция;
- Государственное страхование рабочих;
- Стачечное движение в профессиональные союзы (этот пункт был соединён с пунктом «Организационные вопросы», и по ним вынесена общая резолюция — «О характере и организационных формах партийной работы»);
- «Петиционная кампания»;
- О ликвидаторстве;
- Задачи социал-демократии в борьбе с голодом;
- Партийная литература;
- Организационные вопросы;
- Партийная работа за границей;
- Выборы;
- Разное.

Всего состоялось 23 заседания, делегаты собирались по два раза в день. Конференция проходила под руководством и председательством Ленина. Он же выступил с докладом «О современном моменте и задачах партии», о конституировании конференции, о Международном социалистическом бюро и по другим вопросам. Проекты резолюций и резолюции, принятые конференцией, были составлены Лениным.
В резолюции по вопросу «О современном моменте и задачах партии» конференция указывала, что «задача завоевания власти пролетариатом, ведущим за собой крестьянство, остается по-прежнему задачей демократического переворота в России».
Пражская конференция наметила тактику партии на выборах в четвертую Государственную думу. Главными избирательными лозунгами партия выдвинула: демократическая республика, 8-часовой рабочий день, конфискация помещичьей земли. Общая тактическая линия партии на выборах сводилась к следующему: беспощадная война против царской монархии и партий помещиков и капиталистов, неуклонное разоблачение контрреволюционных взглядов и фальшивого демократизма буржуазных либералов — с партией кадетов во главе их, отмежевание партии от всех непролетарских, мелкобуржуазных партий.
В резолюции «О задачах социал-демократии в борьбе с голодом» конференция отметила, что социал-демократия должна напрячь все свои силы для расширения пропаганды и агитации среди широких масс населения и особенно крестьянства; разъяснять связь голода с царизмом и всей его политикой, распространять политические требования социал-демократии: свержение царской монархии, учреждение демократической республики, конфискация помещичьей земли; поддержать стремление рабочих помогать голодающим, направить демократическое возбуждение по поводу голода в сторону демонстраций, митингов, массовок и других форм борьбы масс против царизма.
В резолюции об отношении к думскому законопроекту о государственном страховании рабочих конференция наметила программу требований, которые должны выдвинуть рабочие в борьбе за государственное страхование при капитализме, предложила развернуть широкую агитацию против думского законопроекта, нарушающего интересы рабочего класса, а в случае принятия закона — развернуть в больничных кассах энергичную пропаганду социал-демократических идей и «превратить таким образом и этот закон, задуманный в целях закабаления и угнетения пролетариата, в орудие развития его классового сознания, укрепления его организованности, усиления его борьбы за полную политическую свободу и социализм».
Конференция обсудила вопрос «О ликвидаторстве и о группе ликвидаторов». В резолюции по этому вопросу конференция отметила, что РСДРП уже около 4 лет ведет решительную борьбу с ликвидаторским течением, которое на декабрьской конференции 1908 года было определено как «попытки некоторой части партийной интеллигенции ликвидировать существующую организацию РСДРП и заменить её бесформенным объединением в рамках легальности во что бы то ни стало, хотя бы последняя покупалась ценой явного отказа от программы, тактики и традиций партии». «Конференция, — говорится в резолюции, — призывает всех партийцев, без различия течений и оттенков, вести борьбу с ликвидаторством, разъяснить весь его вред для дела освобождения рабочего класса и напрячь все силы для восстановления и укрепления нелегальной РСДРП».
В резолюции «О нападении русского правительства на Персию» конференция протестует против разбойничьей политики царской шайки, решившей задушить свободу персидского народа, и выражает своё полное сочувствие борьбе персидской социал-демократии, понесшей столько жертв в борьбе с царскими насильниками.
В резолюции «О Китайской революции» Пражская конференция РСДРП отмечает «…мировое значение революционной борьбы китайского народа, несущей освобождение Азии и подрывающей господство европейской буржуазии, приветствует революционеров-республиканцев Китая, свидетельствует о глубоком воодушевлении и полной симпатии, с которой пролетариат России следит за успехами революционного народа в Китае и клеймит поведение русского либерализма, поддерживающего политику захватов царизма».
В резолюции «О политике царизма по отношению к Финляндии» конференция выразила свою полную солидарность с братской финляндской с.-д. партией, подчеркнула единство задач рабочих Финляндии и России в борьбе против русского контрреволюционного правительства и контрреволюционной буржуазии, попирающих права народа, и выразила свою твердую уверенность, что лишь «…совместными усилиями рабочих России и Финляндии может быть достигнуто свержение царизма и свобода русского и финляндского народов».
Конференция послала приветствие братской германской социал-демократии, одержавшей в январе 1912 года на выборах в рейхстаг «блестящую победу над всем буржуазным миром».
Конференция отменила решение январского Пленума ЦК (1910) о поддержке газеты Л. Д. Троцкого «Правда», издававшейся в Вене.

### Центральный Комитет
Центральный Комитет РСДРП, избранный на V съезде, к 1912 году фактически перестал существовать (последний его пленум состоялся в январе 1910 года) и партия оказалась без официального руководящего центра. Конференция избрала новый Центральный Комитет, в состав которого вошли Ф. И. Голощёкин, Г. Е. Зиновьев, В. И. Ленин, Р. В. Малиновский, Г. К. Орджоникидзе, С. С. Спандарян, Д. М. Шварцман. ЦК было предоставлено право кооптации новых членов простым большинством голосов. В дни работы конференции в состав ЦК были кооптированы И. С. Белостоцкий и И. В. Сталин, а позднее — Г. И. Петровский и Я. М. Свердлов. На случай ареста кого-либо из членов ЦК кандидатами для кооптации в члены ЦК были намечены А. С. Бубнов, М. И. Калинин, А. П. Смирнов, Е. Д. Стасова, С. Г. Шаумян. Для практического руководства партийной работой в России было воссоздано Русское бюро ЦК РСДРП (прекратившее своё существование в марте 1911 года, после ареста В. П. Ногина и Г. Д. Лейтейзена). В его состав вошли избранные на конференции и кооптированные позже И. С. Белостоцкий, Ф. И. Голощёкин, Р. В. Малиновский, Г. К. Орджоникидзе, Г. И. Петровский, Я. М. Свердлов, С. С. Спандарян, И. В. Сталин (согласно Краткому курсу истории ВКП(б), возглавивший Русское бюро ЦК), Д. М. Шварцман, А. Е. Бадаев, М. И. Калинин, А. С. Киселёв, Е. Д. Стасова, А. В. Шотман. Представителем РСДРП в Международном социалистическом бюро был избран В. И. Ленин.

### Другие результаты
Пользуясь тем, что на конференцию не попали ведущие представители меньшевиков, конференция заявила о своем праве избрать новый Центральный комитет и определять полиику всей партии. В новый ЦК попал только один меньшевик — Давид Шварцман. С другой стороны, вопреки позиции Ленина, было решено, что центральное руководство большевиков должно действовать в России, а не в эмиграции. С этой целью конференция лишила официального признания «Комитет заграничной организации» — инструмент влияния Ленина как на эмиграцию, так и на партию в целом. Конференция решила, что из семи членов ЦК только двое будут представлять эмиграцию — Ленин и Зиновьев. Таким образом центр тяжести работы ЦК должен был сместиться из заграницы в Россию, от борьбы фракций — к практической работе.

## Реакция охранного отделения
По мнению британского биографа Ленина Роберта Сервиса, российское правительство поставило перед охранным отделением («охранка») задачу развалить РСДРП, пользуясь склонностью Ленина к расколам. После Пражской конференции такая возможность появилась, поскольку агент охранки Роман Малиновский вошел в состав ЦК. Одновременно Малиновский пользовался доверием и поддержкой Ленина, поэтому охранка считала приоритетным поддержание политической карьеры Ленина. Малиновский получил задание всячески способствовать раскольнической деятельности Ленина. По возвращении в Россию часть членов нового ЦК была арестована, но Малиновский остался на свободе. С каждым арестом очередного члена ЦК усиливалось и влияние Ленина: он получил возможность вводить в ЦК своих людей.

## Венская конференция
После того, как о конференции в Праге стало известно и были обнародованы в феврале 1912 года её резолюции, идею созыва еще одной партийной конференции поддержали «впередовцы», меньшевики-партийцы и большевики-примиренцы, не желавшие признавать конференцию из одних сторонников Ленина общепартийной. Вместе с другими участниками совещания, созванного 12 марта (28 февраля) 1912 года в Париже по инициативе Троцкого, они осудили Пражскую конференцию как фракционную. Созванная ими конференция проходила в Вене с 26 (13) августа по 2 сентября (20 августа) 1912 года. Всего состоялось 16 заседаний, не считая двух не протоколировавшихся, состоявшихся за день до официального открытия. Согласно протоколам, присутствовали на заседаниях 18 делегатов с решающим и 11 с совещательным голосом, а также 5 гостей с совещательным голосом. По полицейским данным, были также гости без права участия в дебатах — до 7 человек. Из 29 делегатов 12 представляли три национальные организации, 9 — другие организации в России, причем три мандата из России были переданы социал-демократам, жившим в эмиграции, всего же «заграничниками» были 11 делегатов. 2 делегата представляли оргкомитет.
Так же, как в Прагу, не приехал в Вену никто из членов думской фракции партии. Таким образом, «заграничников» было больше, чем делегатов, приехавших из русских губерний. Некоторые делегаты не смогли приехать в Вену из-за арестов. Отказ направить делегатов мотивировался и тем, что «случайно стасканная конференция с делегатами несуществующих организаций никогда не давала желаемых результатов». В итоге всего этого конференция сочла возможным конституироваться лишь как «конференция организаций РСДРП» — нечто среднее между первоначальным замыслом Всероссийской конференции и требованием Г. А. Алексинского (представлявшего на конференции в Вене группу «Вперед»), чтобы собравшиеся объявили себя совещанием.
По подсчетам, опубликованным после Венской конференции, среди её делегатов были 10 меньшевиков (5 с решающим голосом и 5 с совещательным), 4 большевика-партийца (3 и 1), 2 меньшевика-партийца (1 и 1) и 17 нефракционных социал-демократов (9 и 8), к ним были, в частности, отнесены все бундовцы и латыши. Кроме того, статус гостей с совещательным голосом имели 4 представителя ППС и 1 представитель Литовской социал-демократической партии. По сравнению с Пражской конференцией состав собравшихся в Вене был в партийно-фракционном отношении явно более разнообразным. В то же время рабочих здесь оказалось меньше, чем интеллигентов, меньше было и представительство российских нелегальных организаций.
Венская конференция заявила, что почвы для раскола в РСДРП нет, что нужно лишь осознать вред, наносимый делу пролетариата многолетним партийным кризисом; постоянное выдвижение объединяющих задач классовой борьбы пролетариата приведет к полному объединению партийных сил, тогда как в резолюции Пражской конференции подчёркивалось, что условием партийного единства является разрыв с ликвидаторством и его «окончательное преодоление», то есть победа над ним.